# クローディア・ミッチェル
クローディア・ミッチェル（英語: Claudia Mitchell, 1980年 - ）はバイオニック・アーム（英語: Bionic Arm, 筋電義手）を女性としては世界で初めて装着したアメリカの女性である。

## 経歴
アメリカ海兵隊の海兵クローディア・ミッチェルは2004年、24歳のときにバイク事故で腕を失った。その後、2005年に世界初のバイオニック・アーム装着者となった元テネシー州電力会社架線作業員ジェシー・サリバンが感電事故によって両腕切断後にバイオニック・アームを装着し、わずか90分で動作を覚え、触覚までが再現されたという記事を見つけ、同年同じ義手を装着することとなった。ミッチェルの義手は、ジェシー・サリバンのものと同じくアメリカ合衆国イリノイ州シカゴのシカゴ・リハビリテーション研究所 (en:Rehabilitation Institute of Chicago, RIC) で開発されたもので、義手使用者の生活機能を飛躍的に進歩させる筋電義手の一つである。

## 義手
義手に使われている機構は医用生体工学で博士号を持つ医師Todd Kuikenのアイデアによる「神経再支配」というもので、脳から発せられた切断された腕への神経信号という微弱電気信号を既存の筋肉帯へ導き、筋肉帯の動きによって増幅された信号を筋電センサで検知して義手内の可動装置の制御に使用している。この制御機構は「デジタル四肢」と呼ばれている。
腕の切断後に装着された義肢の操作に使用する神経系を変更しないこと、つまり失った腕に残された、失われた部位の動作に使用していた神経を再使用するこの技術を使うことで、筋電義手の被使用者は既存の義手に比べて驚くほど短時間で失われた部位を使用するための操作を覚えることができる。最初の筋電義手装着者ジェシー・サリバンはわずか90分で物をつかむことが可能になっており、クローディア・ミッチェルは1年程度でミカンの皮が剥けるようになるとされている。
彼らの義手操作に関する脳内の思考は単純で、物を掴んだまま回すというような複雑な動作であっても、脳で思い浮かべただけで操作が可能となっている。それは脳から出た思考が神経を通り、デジタル式の義手装置に伝わり、義手が伝達された信号を判断し動作するというプロセスを辿る。この感覚での義手操作により、彼らは胸を触られるとそれを義手で感じることが出来るようになっている。2006年現在、Todd Kuikenはこれを突破口として義手で物を握りしめている感覚を感じることが出来るようにする研究を続けている。
RICの研究者たちは、アフガニスタン戦争やイラク戦争で手足を失った400名以上のアメリカ軍兵士が、ミッチェルが装着しているものと同じバイオニック・アームを装着することで生活の役に立つことを期待している。